# Cartographie des risques

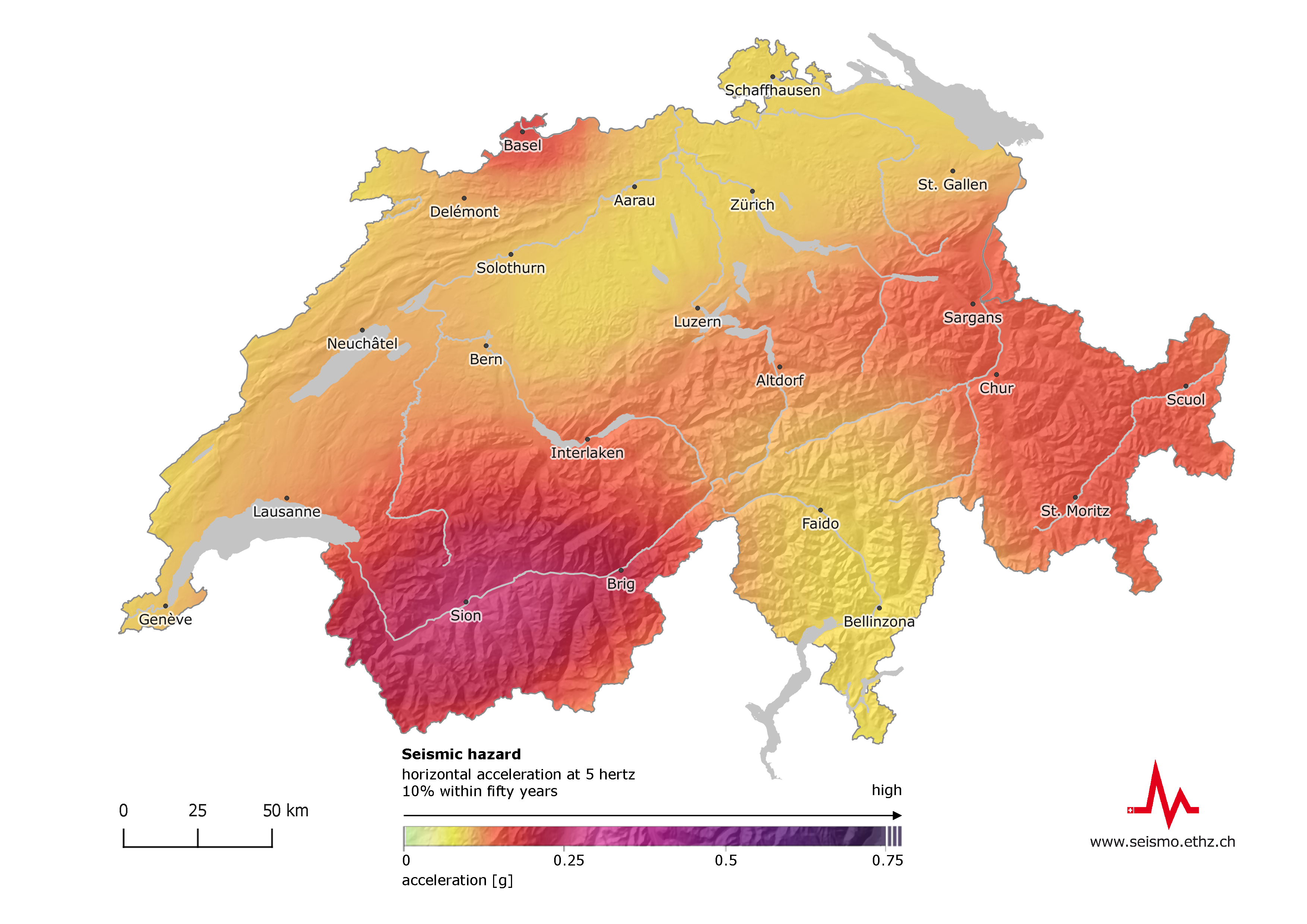
Exemple : cartographie du risque sismique en Suisse.

La cartographie des risques (ou « cartographie de l'aléa ») permet d'analyser et interroger les risques dans leurs caractéristiques spatiales. Elle intervient à plusieurs échelles et peut représenter soit la répartition spatiale des aléas, soit celle des enjeux (ce qui est susceptible d'être endommagé), soit celle des vulnérabilités, soit une combinaison des trois facteurs.
Exemples d’utilisation :
- répartition spatiale des différents niveaux de dangerosité en fonction du ou des risques pris en compte ;
- mise en place de mesures pour la prévention et la gestion des risques ;
- restriction des droits d'usage des terrains par une servitude d'utilité publique Plan de Prévention des Risques (PPR)...

## En entreprise
L'expression cartographie des risques est aussi utilisé dans le monde de l'entreprise, dans le cadre de démarches de gestion du risque. Elle consiste à recenser les risques et à les synthétiser sur un document dans lequel ils seront placés en tenant compte de l’impact en cas de survenance du risque et de la fréquence de réalisation du risque. 
Les cartes de risques peuvent être croisées avec des cartes de danger.

## En santé environnementale
L'atténuation efficace des risques écologiques et sanitaires est un enjeu majeur de la santé environnementale. Ces risques découlent d'effets souvent complexes et synergiques, par exemple de contaminants environnementaux, éventuellement associés aux effets d'une perte de diversité génétique, d'une fragmentation écologique de l'espace, éventuellement exacerbés par le dérèglement climatique. Ceci implique de mieux de connaître leurs sources, leurs localisations et leur degré et vitesse de répartition spatio-temporelle. 
Les cartes de risques peuvent être dressées à partir d'analyses faites in situ et/ou à partir de données indirectes par exemple phytosociologiques ou épidémiologiques ou basées sur la bioindication.

Concernant la circulation de radionucléïdes, métaux et métalloïdes toxiques le suivi d'espèce situées en tête de chaine alimentaire, ou de nécrophages peut aussi être utilisé (tant que ces espèces n'ont pas disparu). 
À titre d'exemple le vautour fauve Gyps fulvus a été testé comme espèce-sentinelle pour la biosurveillance du plomb, en intégrant les signatures isotopiques et des modélisations (sur la base de 691 échantillons de sang d'oiseaux prélevés sur 5 ans).

Des prévisions spatiales pertinentes ont ainsi pu être faites sur le risque géographique d'exposition au plomb et ce travail a montré que ce risque avait été très sous-estimé mettent (44,9 % des vautours fauves testés, soit 15 % de la population européenne présentait des plombémies très élevées (200 ng ml−1) expliquées d'une part par des sources géologiques et d'autre part par des sources anthropiques (munitions à base de plomb telles que balles ou grenaille notamment, source d'un saturnisme animal dû à la toxicité de ces munitions).
Des cartes de risque épidémiologique gagnent en performance pour les maladies rares ou contagieuses, dont en France grâce à des chercheurs de l'INRA.

### Logiciels pour cartographier les risques
- L´éditeur français SERDA et autres comme MarketVisual.com proposent des logiciels de Cartographie d'information dédiés à l'intelligence économique  et à la gestion du risque.
- Le logiciel StatCart APR  permet de réaliser l'Analyse Préliminaire des Risques aboutissant à la cartographie des risques (Kiviat, Farmer)dans une démarche d'analyse globale des risques système
- L'application en ligne Zrisks permet de gérer le catalogue des risques sur la durée et d'affecter des contrôles